# Nagy István (festő)

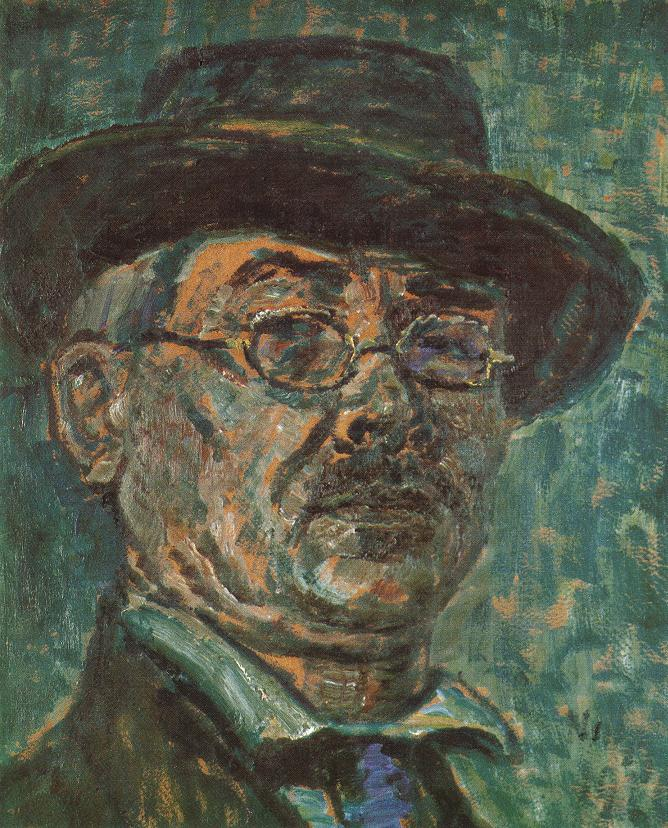
Önarcképe (1920)

Nagy István (Csíkmindszent, 1873. március 28. – Baja, 1937. február 13.) magyar festőművész, a modern magyar festészet realista és konstruktív szárnyának egyik legegyénibb képviselője.

## Életpályája
Csíkszeredában befejezte a gazdasági népiskolát, tanítóképzőt végzett Kolozsvárott és az alföldi Homokmégyen tanított. Az iskolában kiállította szénrajzait, Kelety Gusztáv felfedezte tehetségét. Így került a budapesti Mintarajziskolába. Ezután Münchenben és Párizsban tanult, majd nyolc hónapig tanulmányúton járt Itáliában. Tanulóévei során mindvégig a csíki magánjavak ösztöndíját élvezte. Testvérének hívására többször hazatért, ilyenkor Bíró Béla művészettörténész vendégeként Makón lakott. 1902-ben újabb vándorévek kezdődtek az első világháborúig, de most már a szülőföldjén: Csíkban, Gyergyóban.
Első kiállítása 150 munkájából 1902. június 8-án nyílt meg, Csíkszeredában. A háborúban a galíciai fronton katonaportrékat készített. 1919-ben Budapestre költözött. 1920-tól a Nagyalföldön festett, először Szentesen Koszta Józseffel együtt, majd Kecskeméti művésztelepen és Baján. Nagyszabású gyűjteményes kiállítása 1923-ban általános elismerést váltott ki. Kosztolányi Dezső és Lyka Károly is lelkesedéssel írt alkotásairól, Surányi Miklós pedig regényt írt róla. 1933-ban végleg letelepedett Baján feleségével és fiával. Több mint 4000 művét tartják számon, ezek többsége ma három országban található meg (Románia, Szerbia és Magyarország), műveit őrzik a Magyar Nemzeti Galériában, a szabadkai (Subotica) múzeumban, legtöbbet a bajai múzeumban, a Kecskeméti Katona József Múzeum képtárában külön kiállítóterem mutatja be képeit, számos képe magángyűjteményekben van.
Tájképeit és arcképeit főleg pasztellkrétával és szénnel készítette. A modern magyar festészet realista és konstruktív szárnyának egyik legegyénibb képviselője. Hihetetlenül gyorsan dolgozott. Témái: az erdélyi havasok komor világa, az alföldi faluk széle, tanyák, legelésző állatok és élet barázdálta arcú parasztok. Témái miatt az alföldi iskola festőihez szokták sorolni, azonban képeinek egyre hangsúlyosabbá váló geometrikus meghatározottsága miatt a modern festészet konstruáló ágához is tartozik az ő alkotói munkássága, Nagy Balogh János művészetének rokona. Nagy István stílusa jelentékeny hatással volt a hódmezővásárhelyi művésztelep fiataljaira, továbbá segítette Barcsay Jenőt festői útja megtalálásában.
1924-ig közreadott festészeti teljesítményéért megkapta a Szinyei Merse Pál Társaság festészeti díját, Beczkói Bíró Henrik díjat kapott 1936-ban Kalapos öregasszony c. képéért.

## Galéria

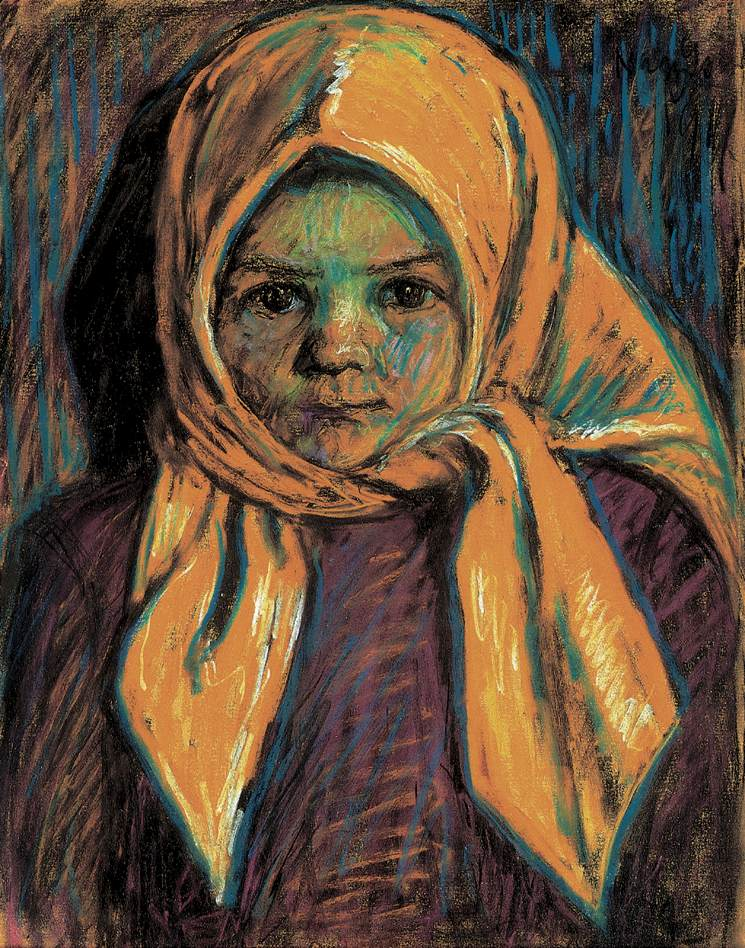
Sárgakendős kislány (1917)
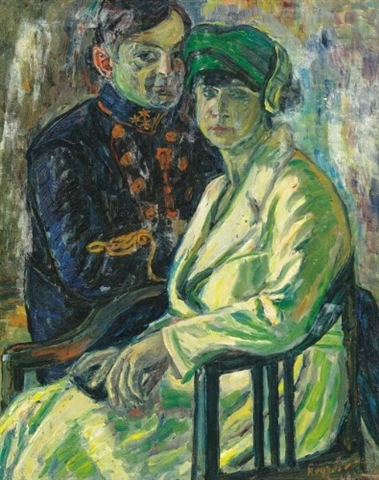
Egymás mellett
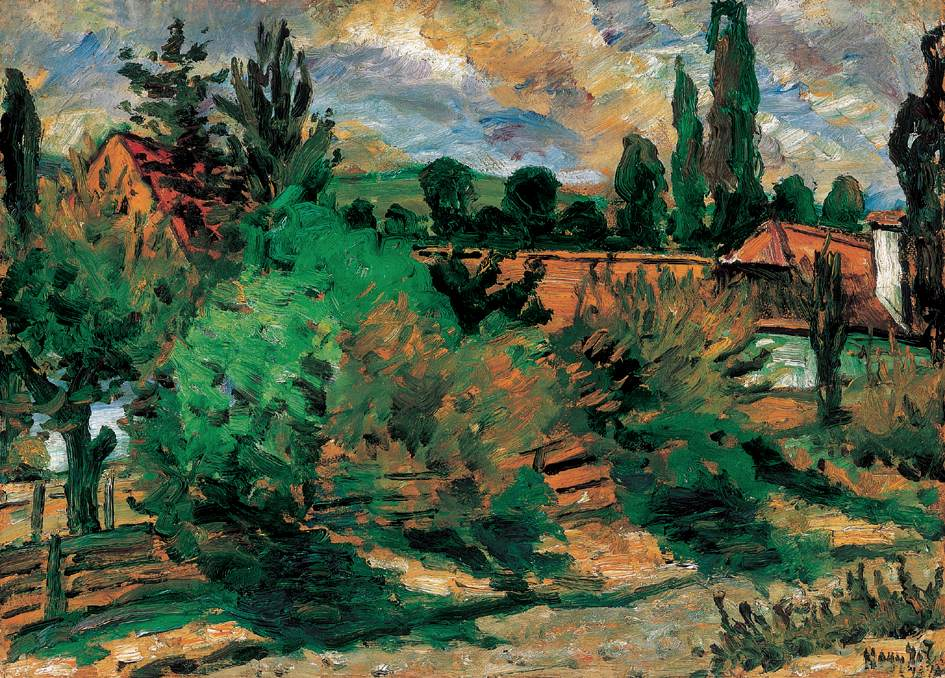
Falu vége (1920 előtt)
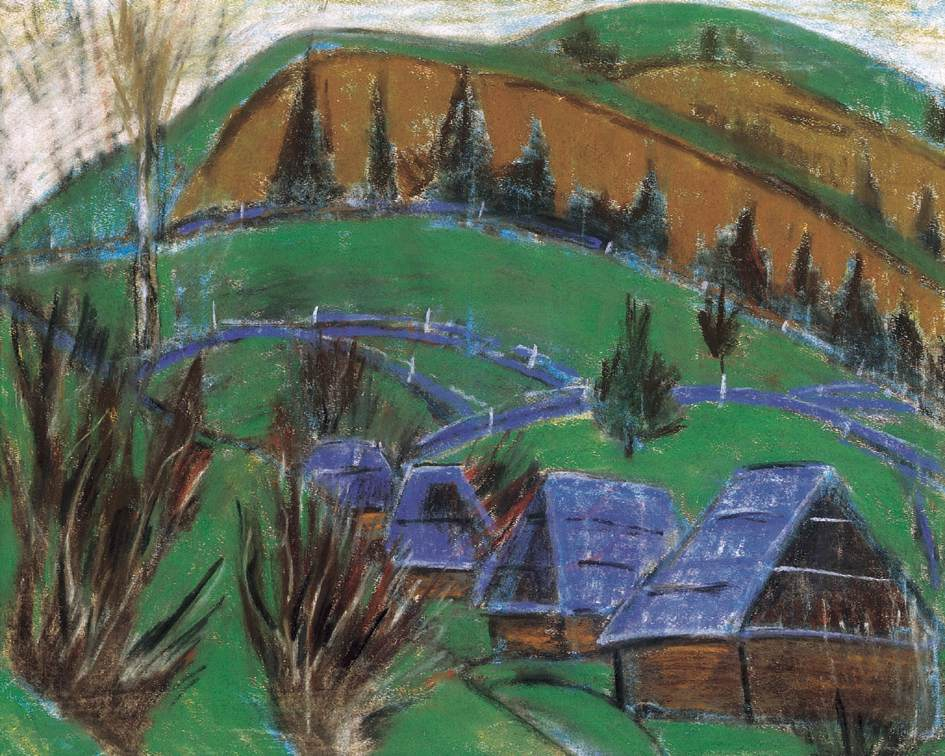
Erdélyi táj (1920 előtt)
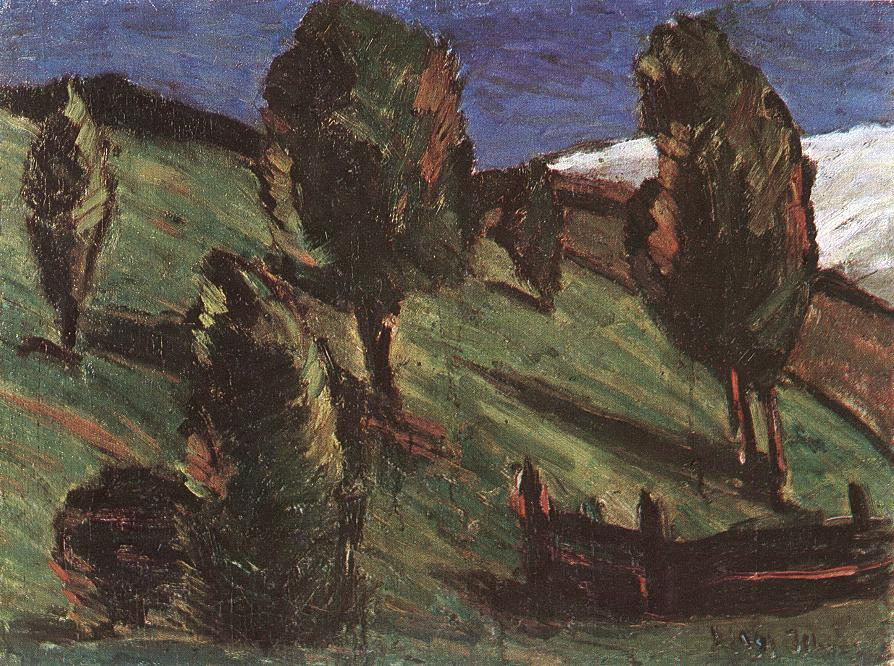
Erdélyi tájkép (1925)
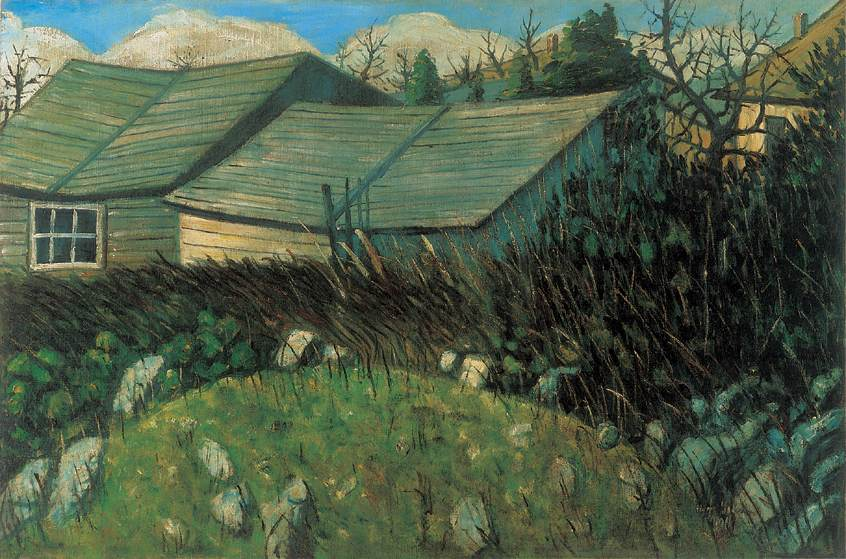
Hátsó udvar (1911)
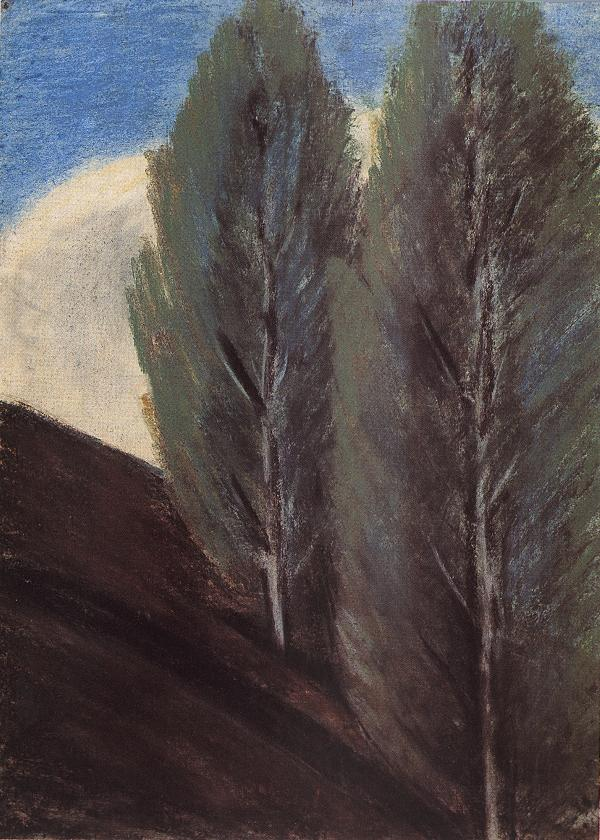
Domboldal nyárfákkal (1927)
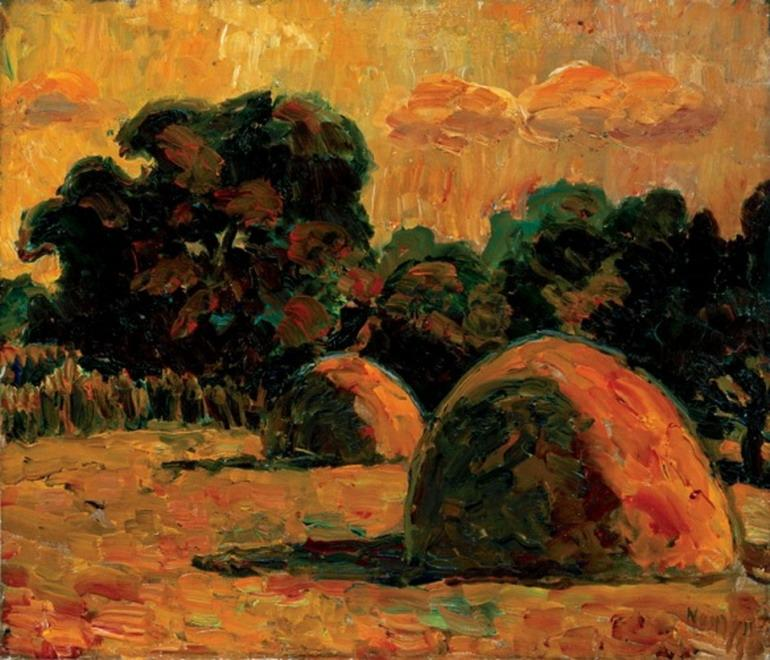
Alkony

## Gyűjteményes kiállításai
- Nemzeti Szalon (1923)
- Nemzeti Szalon (1926)
- Nemzeti Szalon (1929)

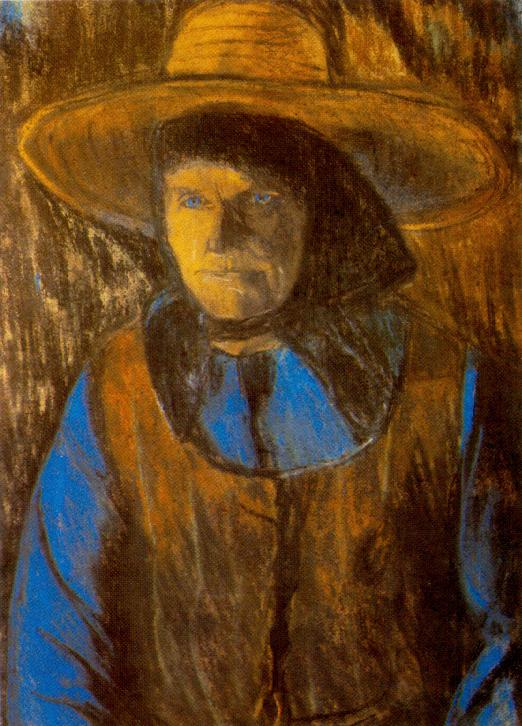
Kalapos öregasszony (1920)

- Nemzeti Szalon (1937) (posztumusz)

## Társasági tagság
- Szinyei Merse Pál Társaság

## Emlékezete
- Csíkmindszenten hajdani szülőháza helyét bronzplakettes emlékkő jelöli. Ferencz Ernő alkotása.
- Szülőföldjén nevét a csíkmindszenti Nagy István Általános Iskola és a csíkszeredai Nagy István Zenei és Képzőművészeti Középiskola viseli.
- Baján emlékszobrot állítottak tiszteletére. Az emlékszobor a Nagy István Képtár előtt áll, Varga Imre alkotása.
- A székesfehérvári Deák Gyűjtemény 10 képét őrzi.

## Díjak

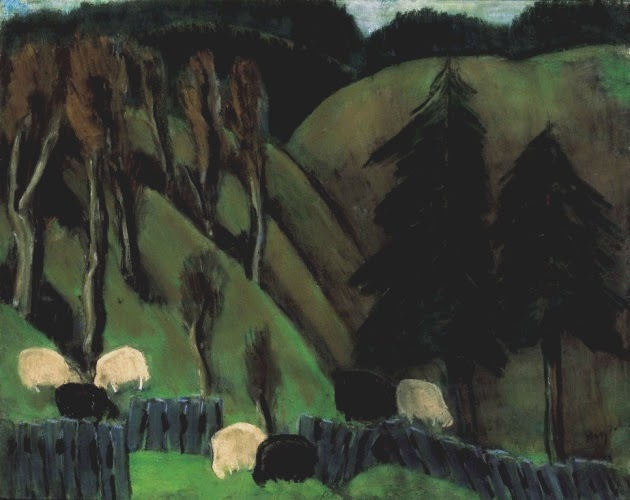
Birkák székely hazámból (c. 1919 előtt)

- Szinyei Merse Pál Társaság festészeti díja, 1924
- Beczkói Bíró Henrik díj, 1936